# Museo de Arte de Basilea
El Museo de Arte de Basilea (en alemán, Kunstmuseum Basel), también conocido como Colección Pública de Arte de Basilea (Öffentliche Kunstsammlung Basel), es una institución estatal dedicada al arte situada en la ciudad suiza de Basilea que alberga la colección de arte público más grande e importante de Suiza y está catalogado como un sitio patrimonial de importancia nacional. Su colección se distingue por una impresionante amplitud histórica, desde principios del siglo XV hasta el presente inmediato. Sus diversas áreas de énfasis le otorgan un prestigio internacional como uno de los museos más importantes de su tipo. Estos abarcan: pinturas y dibujos de artistas activos en la región del Alto Rin entre 1400 y 1600, y sobre el arte de los siglos XIX al XXI. Organiza además periódicamente exposiciones temporales.
El Kunstmuseum se encuentra en la parte antigua de Basilea, cerca de la catedral gótica, en una zona de alta concentración museística: Museo Histórico, Museo de Etnografía, Museo Arqueológico, la Kunsthalle, etc. Delante de la entrada del museo, fuera del edificio pero formando parte de su ámbito, se encuentra el célebre grupo escultórico de Rodin Los burgueses de Calais.
Su linaje se remonta al Gabinete Amerbach, un gabinete de curiosidades que incluía una colección de obras de Hans Holbein el Joven que fue comprado por la ciudad de Basilea en 1661, que lo convirtió en el primer museo de propiedad municipal y, por lo tanto, en el primer museo de arte abierto al público en el mundo.

## Historia
Su colección se inició en 1662, cuando el Concejo municipal, en colaboración con la Universidad de Basilea, adquirió la colección particular del jurista Basilio Amerbach1 (1534-1591), compuesta por numerosas obras donde destacaban quince cuadros de Hans Holbein el Joven. En 1671 esta colección fue depositada en un Círculo de la Plaza de la Catedral, la vieja casa zur Mücke. Una importante ampliación del museo se produjo en 1823 con la adquisición de la colección particular de Remigius Fäsch (1595-1667), compuesta por cuadros de los siglos XV y XVI, destacando obras de Hans Baldung y Hans Fries.
Sobre la base de las colecciones Amerbach y Fäsch, el museo fue adquiriendo diversas obras, sobre todo a partir del siglo XIX: además de obras contemporáneas, se adquieren obras medievales de los siglos XIV-XV, destacando las del pintor alemán Konrad Witz, del que figuran en el museo once de las veintiuna obras conocidas de este artista. Centrado en principio en el arte suizo, alemán y holandés, en el siglo XIX se empiezan a adquirir obras de artistas de todo el mundo. A partir de 1859, la Fundación Birmann pone a disposición del museo medios financieros que permitirán una selección de obras más sistemática, con la voluntad de reflejar la evolución que va siguiendo el arte a escala mundial.
En 1936 la casa zur Mücke se queda pequeña para albergar la colección, por lo que se construye un nuevo edificio, de un clasicismo tardío. En 1940 se incorpora la colección de la Fundación Emmanuel Hoffmann, compuesta por cuadros de artistas modernos, donde destacan Braque, Mondrian, Arp, etc. También será importante la donación de obras del coleccionista Raoul La Roche, compuesta por pintores cubistas como Picasso, Léger y Juan Gris. Así, entre donaciones particulares y adquisiciones oficiales, el „Kunstmuseum“ presenta hoy día una inmejorable colección de arte, de relevancia mundial.
En el ámbito del arte más reciente y contemporáneo, la colección ofrece un conjunto sustancial de obras de artistas alemanes, italianos y estadounidenses, tales como Joseph Beuys, Andy Warhol, Jasper Johns, Georg Baselitz, A.R. Penck, Brice Marden, Bruce Nauman, Jonathan Borofsky, Roni Horn, Francesco Clemente, Mimmo Paladino, Enzo Cucchi, Walter Dahn, Martin Disler, Siegfried Anzinger, Leiko Ikemura, Markus Raetz, Robert Therrien, Rosemarie Trockel y Robert Gober.
La institución cuenta asimismo con un Gabinete de Gráfica, que con sus 300 000 obras (entre dibujos, acuarelas y grabados) es el más importante de Suiza. Entre sus piezas más singulares destacan 50 dibujos de Cézanne, conservados en varios cuadernos, y el taco xilográfico original del San Jerónimo en su estudio (1492), considerado el primer grabado conocido de Durero.
Coincidiendo con unas obras de ampliación de su sede, la institución prestó en 2015 unas 180 obras de arte moderno y contemporáneo a dos museos de Madrid: el Prado y el Reina Sofía. El Prado exhibió diez pinturas muy relevantes de Pablo Picasso que abarcan cinco décadas de su producción, y el Museo Reina Sofía expuso unas ciento setenta piezas de múltiples artistas, desde Paul Gauguin, Van Gogh y Manet hasta Mark Rothko, Jasper Johns y Gerhard Richter.

## Obras seleccionadas
- Konrad Witz: Joaquín y María ante la Puerta Dorada (1440), 156 x 120,5 cm.
- Gérard David, María con el Niño y ángeles músicos, 8 x 9 cm.
- Matthias Grünewald, La Crucifixión de Cristo (1508), 73 x 52,5 cm.
- Hans Holbein el Viejo, Retrato de una mujer de 34 años (1516), 35 x 26,6 cm.
- Hans Fries, La degollación de San Juan, 124 x 76 cm.
- Hans Baldung, La muerte y la joven (1517), 30 x 14,5 cm.
- Niklaus Manuel Deutsch, El juicio de Paris (1523), 223 x 160 cm.
- Lucas Cranach el Viejo, Juan Federico de Sajonia el Generoso (1523), 20,5 x 14,5 cm.
- Hans Holbein el Joven, La familia del artista (h. 1528), Erasmo de Róterdam (1532).
- Anónimo de la Escuela de Fontainebleau, Diana de Poitiers, 111,5 x 98,5 cm.
- Jacob van Ruysdael, El trigal, 46 x 56,5 cm.
- Rembrandt, David ofrece la cabeza de Goliat al rey Saúl (1627), 27,5 X 39,5 cm.
- Johann Heinrich Füssli, Ondine con los pescadores, 63,5 x 76,5 cm.
- Eugène Delacroix, Pastor romano, 33 x 41 cm.
- Camille Corot, La serpentera Olevano (1827), 33,5 x 47 cm.
- Claude Monet, Efecto de nieve, 60,5 x 81,5 cm.
- Arnold Böcklin, La primavera (1862), 33,5 x 57 cm.
- Paul Cézanne, Cinco bañistas (1885), 65,5 x 65,5 cm.
- Vincent Van Gogh, El jardín de Daubigny (1890), 56 x 101,5 cm.
- Paul Gauguin, Ta Matete (El mercado)  (1892), 73 x 91,5 cm.
- Odilon Redon, Jeanne Chaire (1903), 79,5 x 69 cm.
- Henri Rousseau, Paisaje con puesta de sol (1905), 114 x 162,5 cm.
- André Derain, La viña en primavera (1906), 89,5 x 116,5 cm.
- Ferdinand Hodler, El Niesen (1910), 83 x 105,5 cm.
- Georges Rouault, El poeta Paul Verlaine, 59 x 44 cm.
- Franz Marc, Dos gatos (1912), 74 x 98 cm.
- Franz Marc, El destino de los animales (1913), 195 × 263,5 cm.
- Georges Braque, La mesa del músico (1913), 65 x 92 cm.
- Oskar Kokoschka, La diosa del aire (1914), 181 x 221 cm.
- Giorgio de Chirico, El enigma de la fatalidad (1914), 138 x 95,5 cm.
- Juan Gris, Botella, periódico y frutero (1915), 72,5 x 50 cm.
- Emil Nolde, Paisaje pantanoso (1916), 73,5 x 100,5 cm.
- Pablo Picasso, Arlequín sentado (1923), 130,5 x 97 cm.
- Fernand Léger, Desnudos sobre fondo rojo (1923), 146,5 x 98 cm.
- Marc Chagall, La caída del ángel (1923), 148 x 189 cm.
- Paul Klee, Idilio de una ciudad-jardín (1926), 42,5 x 39,5 cm.
- Jean Arp, Configuración, ombligo, camisa, cabeza (1927), 145 x 115,5 cm.
- Salvador Dalí, Perspectivas (1932), 65 x 65,5 cm.
- Henri Matisse, Naturaleza muerta con ostras (1940), 65,5 x 81,5 cm.
- Wassily Kandinsky, La flecha (1943), 42 x 58 cm.
- Joan Miró, Personajes y perro ante el sol (1949), 81 x 54,5 cm.
- Jean Dubuffet, Retrato de Werner Schenk (1950), 61 x 50 cm.
- Kenneth Noland, Sol de invierno (1962), 177,5 x 177 cm.

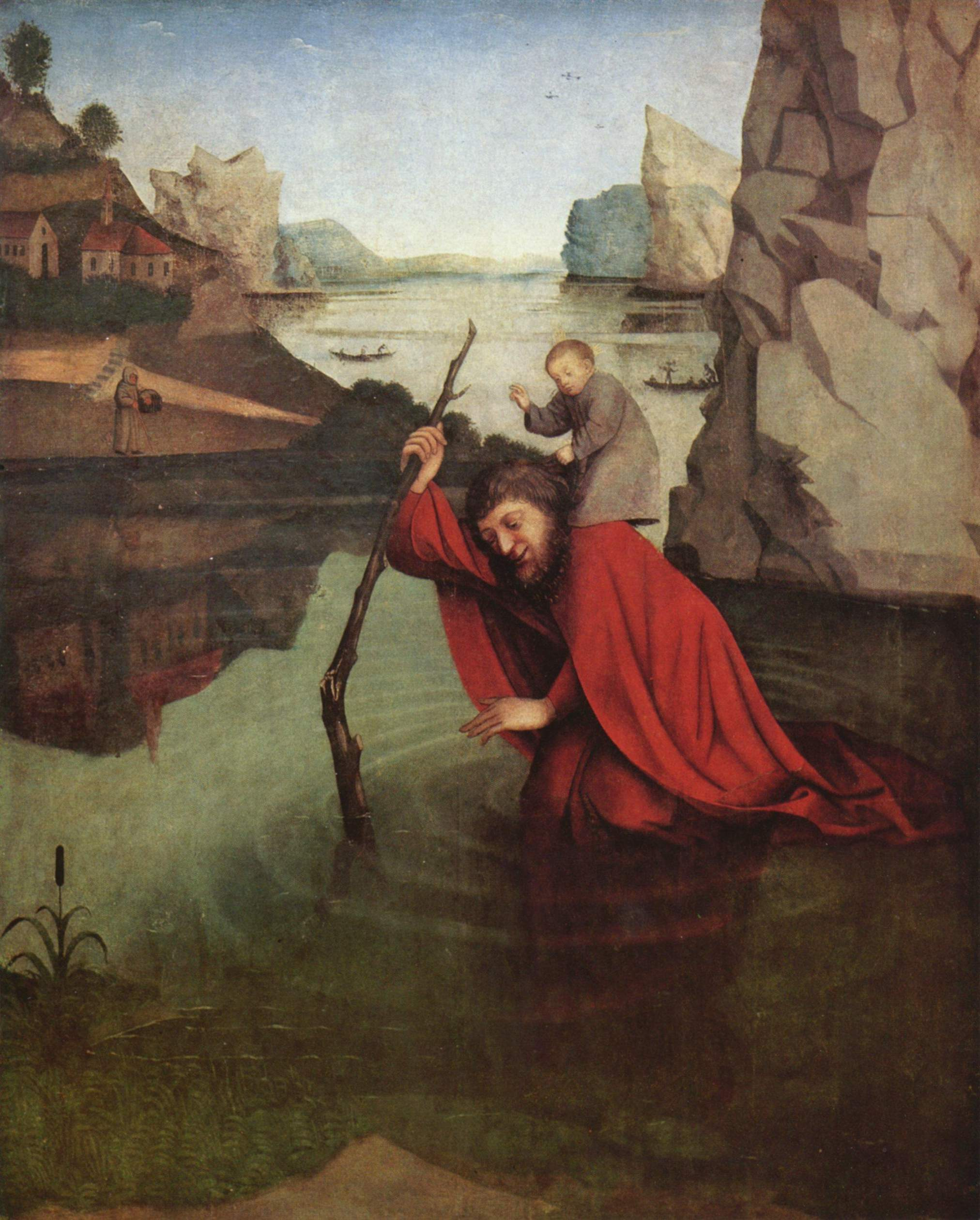
Konrad Witz, San Cristóbal (1435)
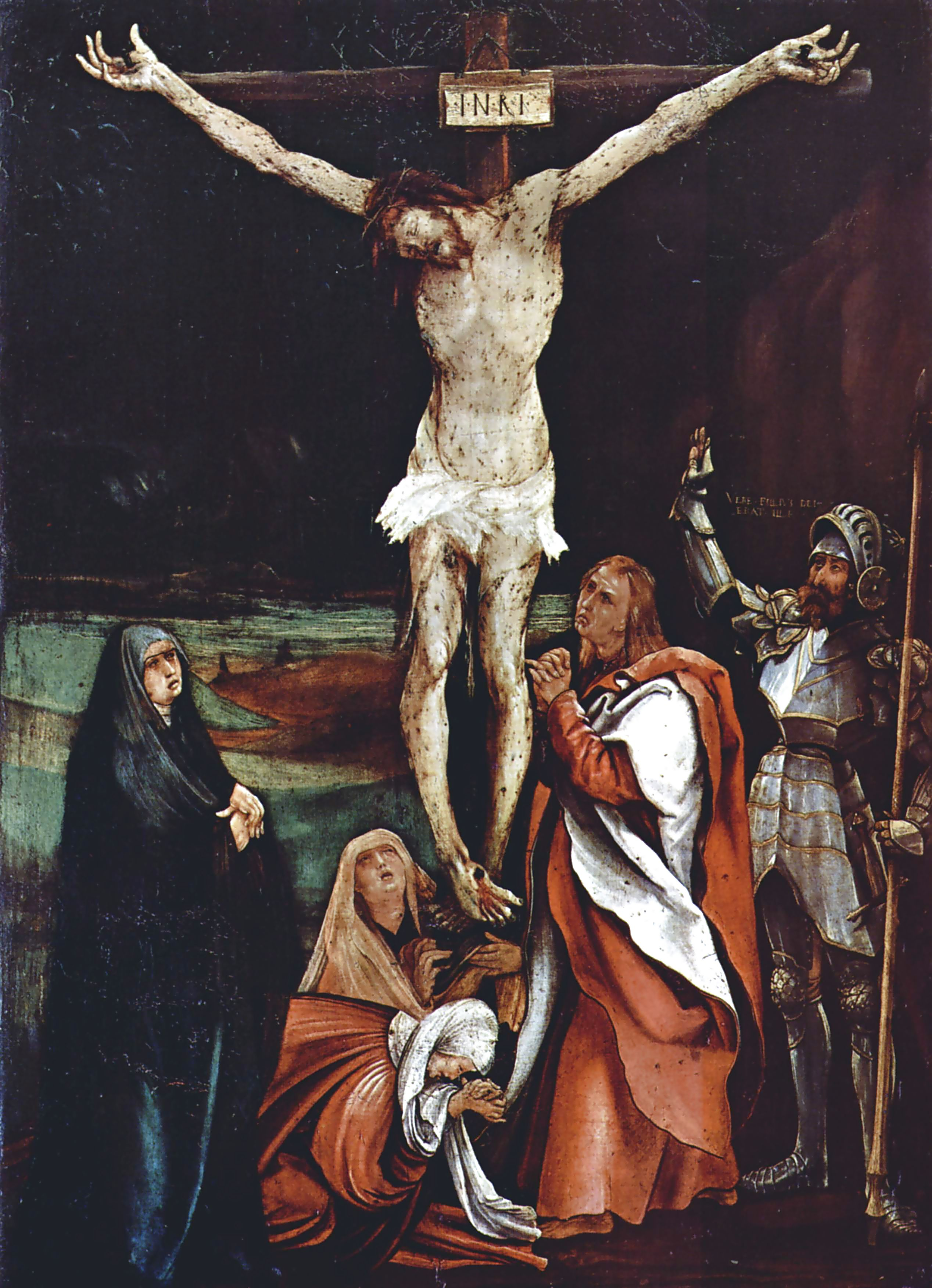
Matthias Grünewald, La Crucifixión de Cristo (1508)
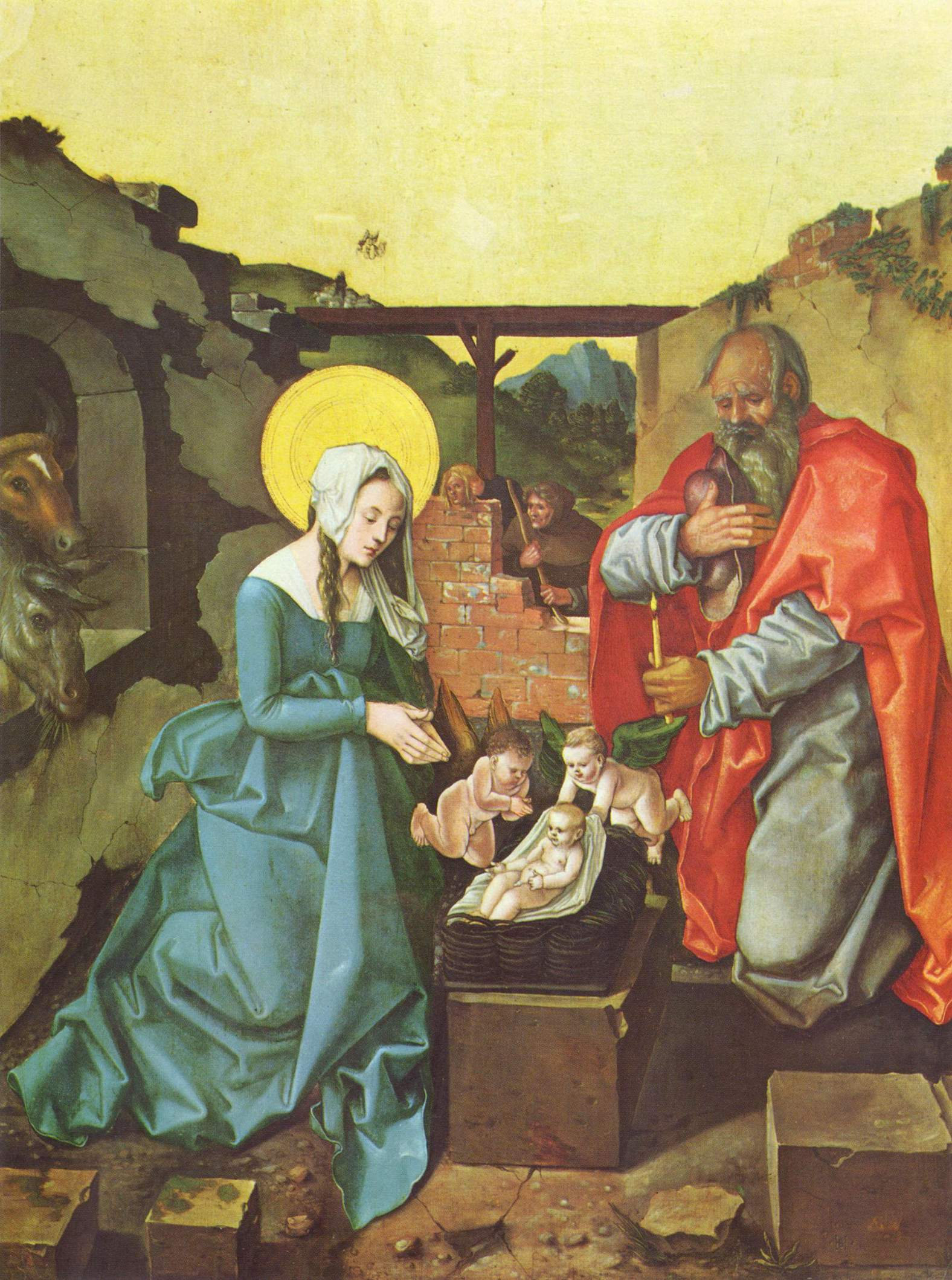
Hans Baldung, El nacimiento de Cristo (1510)
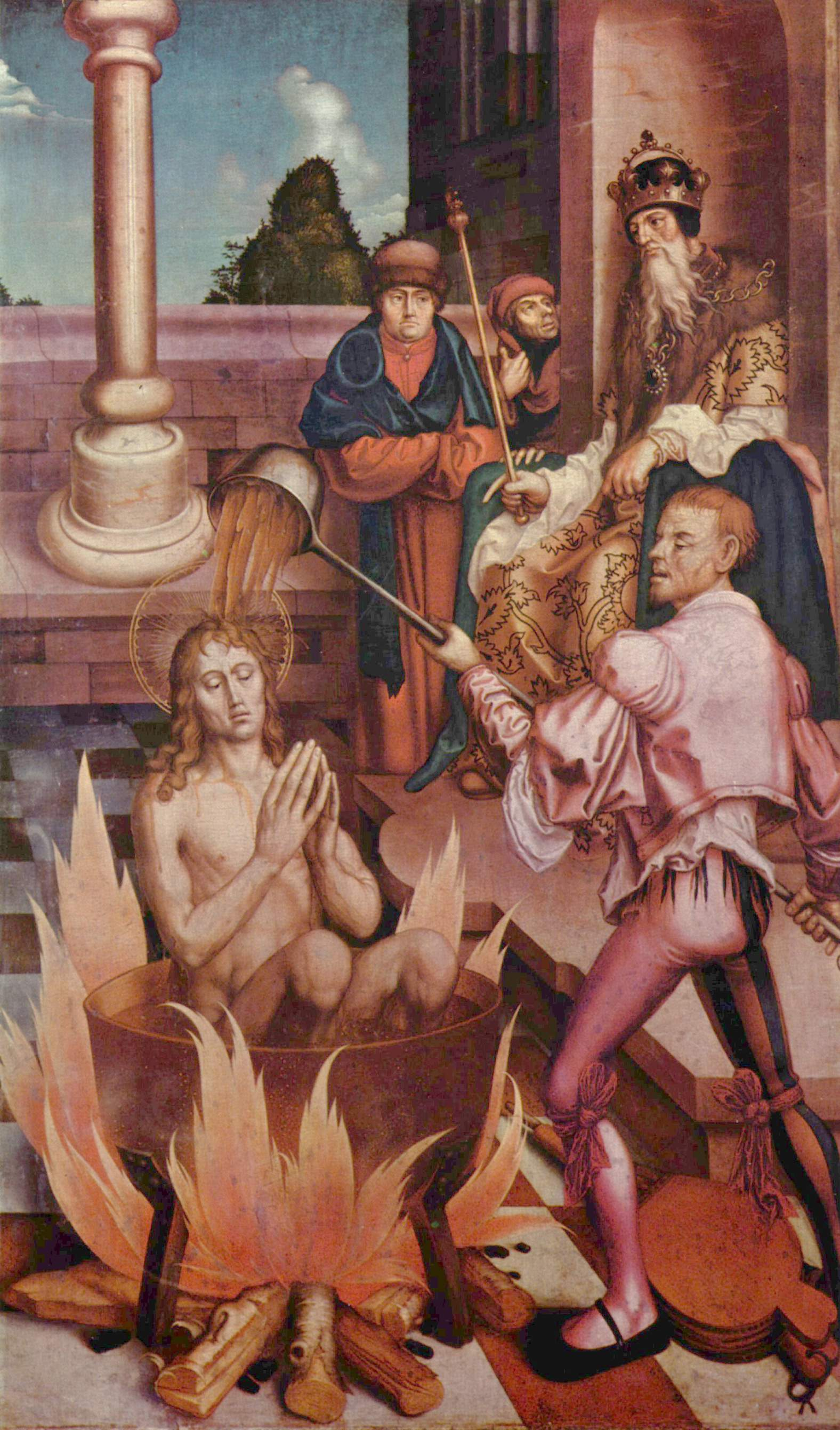
Hans Fries, San Juan en la olla de aceite (1514)
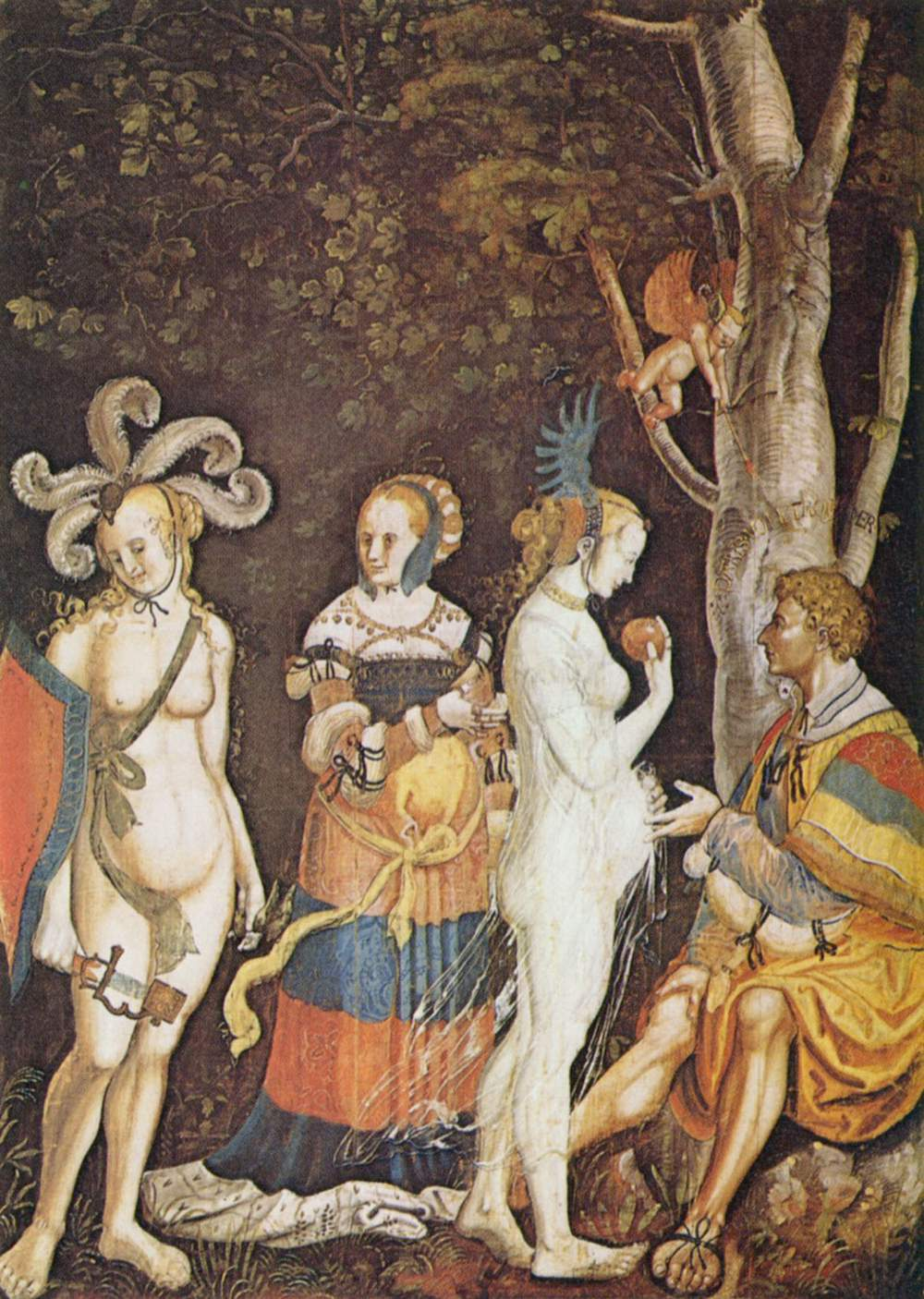
Niklaus Manuel Deutsch, El juicio de Paris (1523)
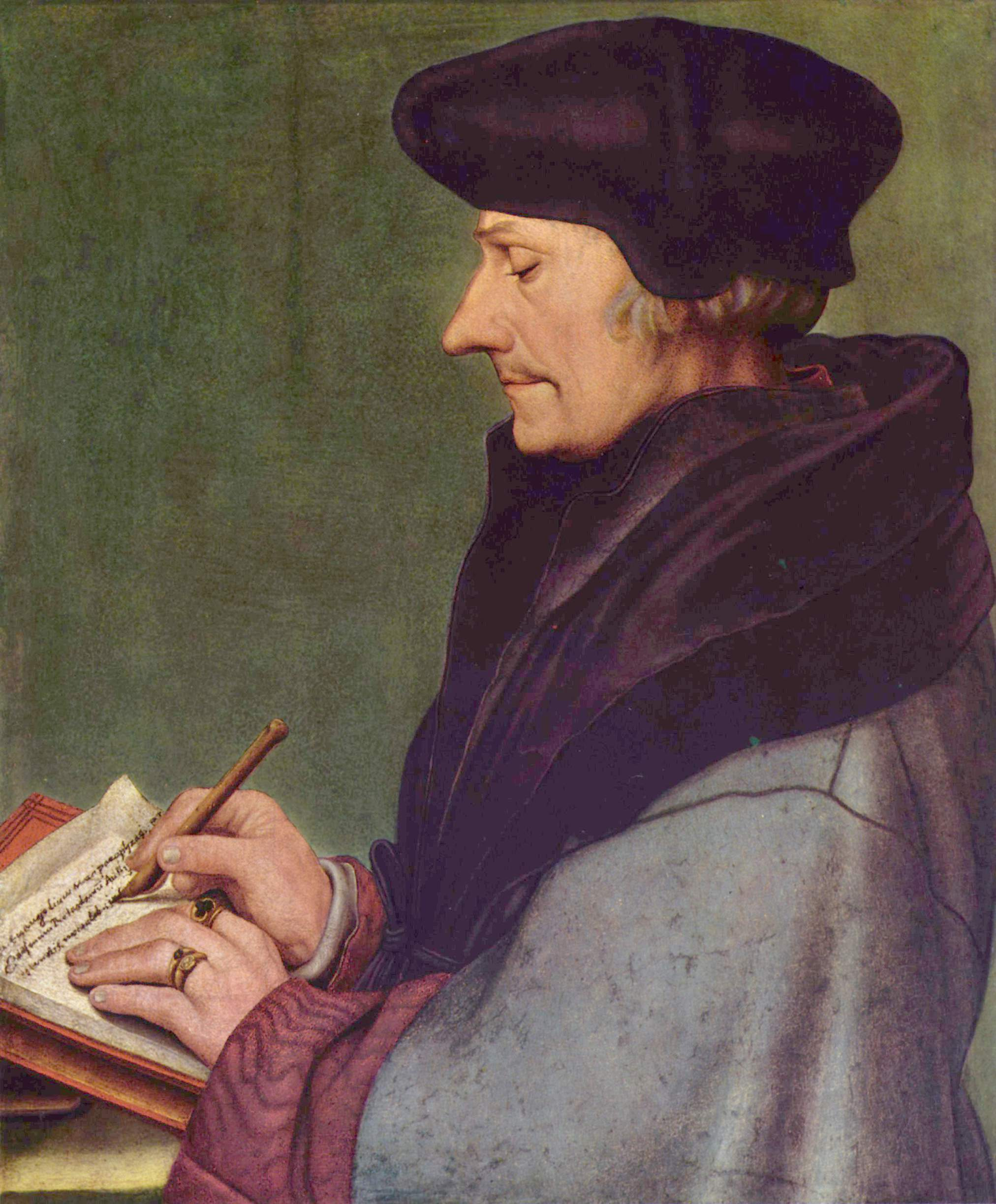
Hans Holbein el Joven, Erasmo de Róterdam (1532)
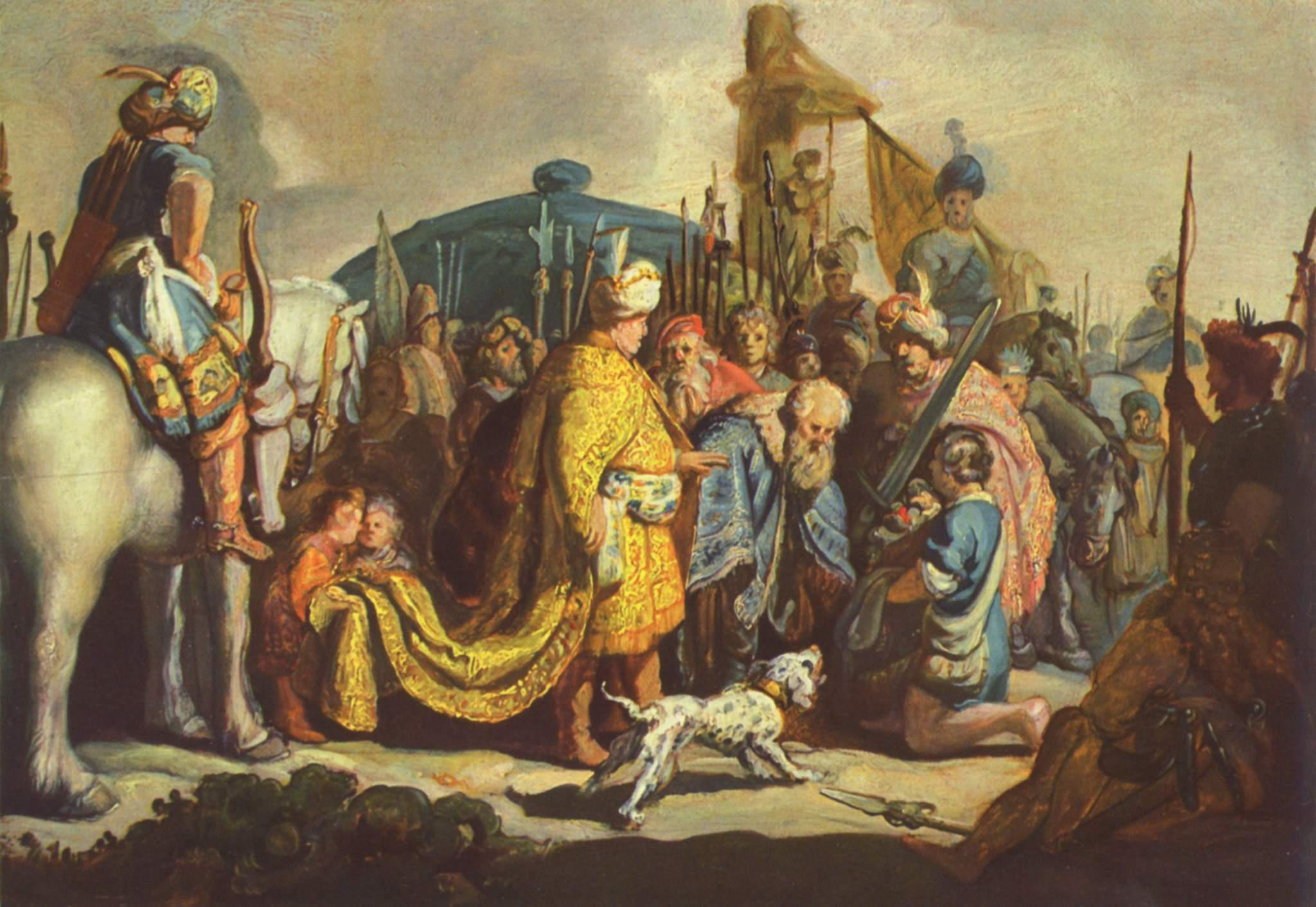
Rembrandt, David ofrece la cabeza de Goliat al rey Saúl (1627)
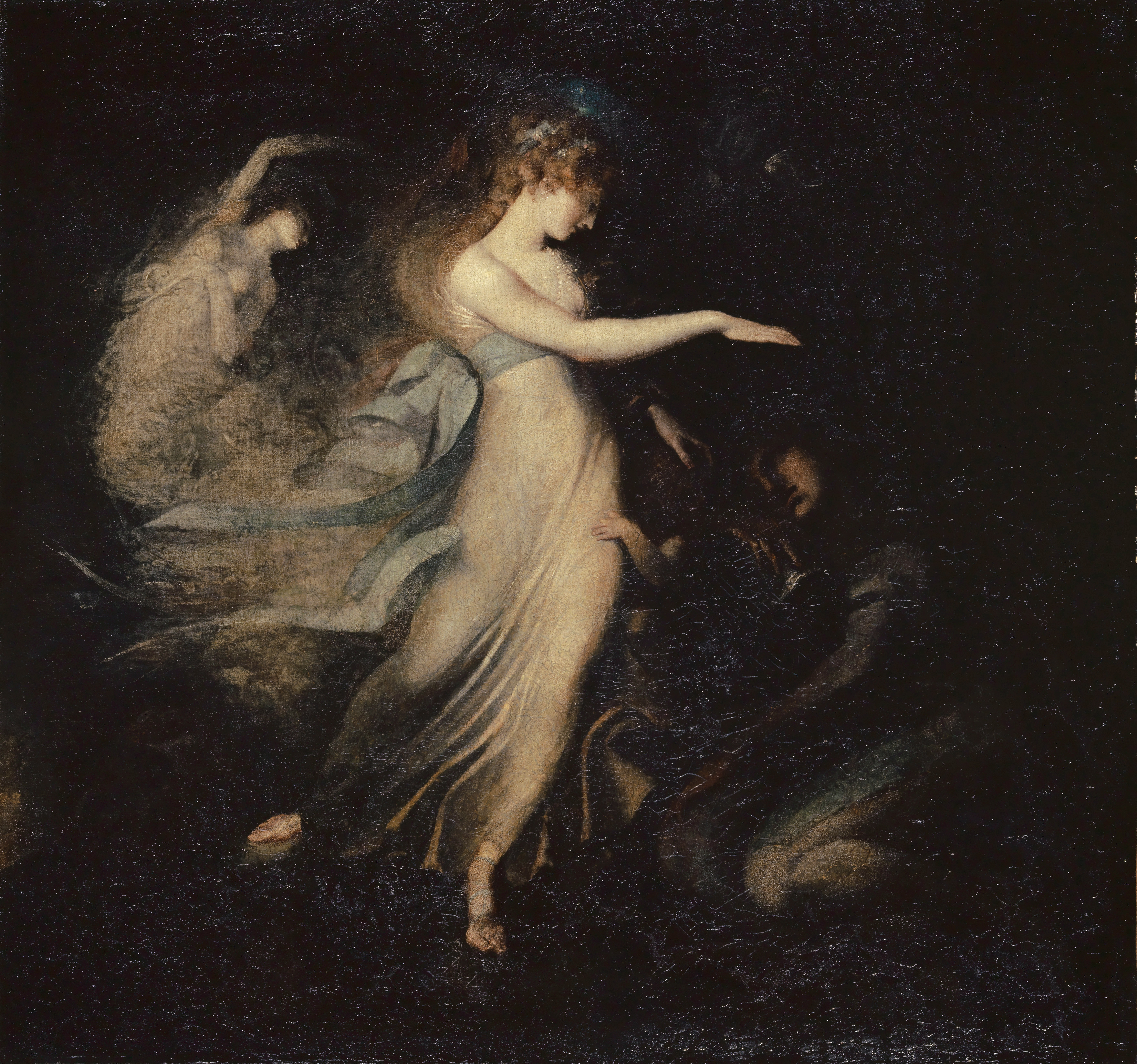
Johann Heinrich Füssli, El Príncipe Arturo y la Reina de las Hadas (1788)
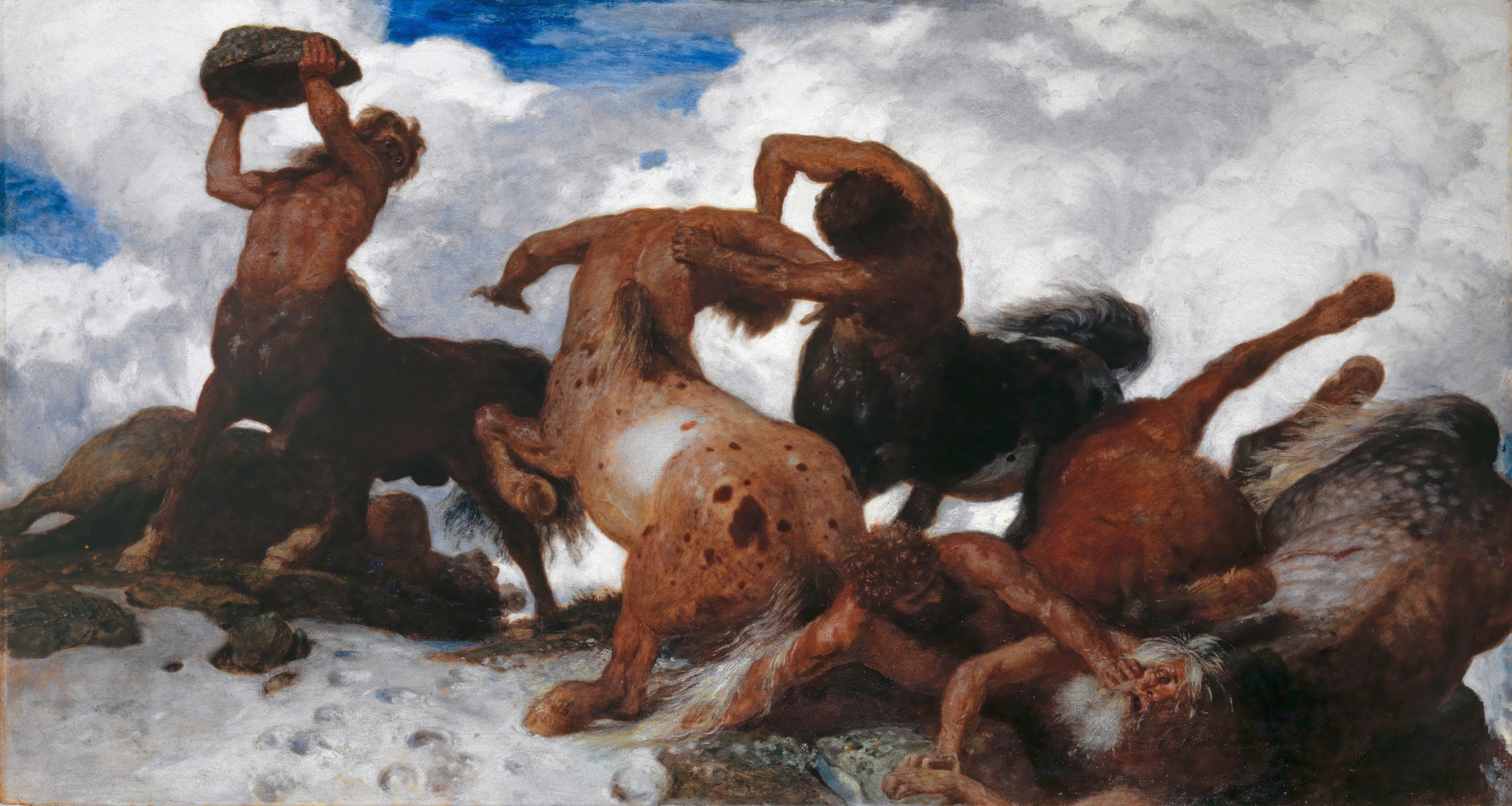
Arnold Böcklin, Lucha de centauros (1873)
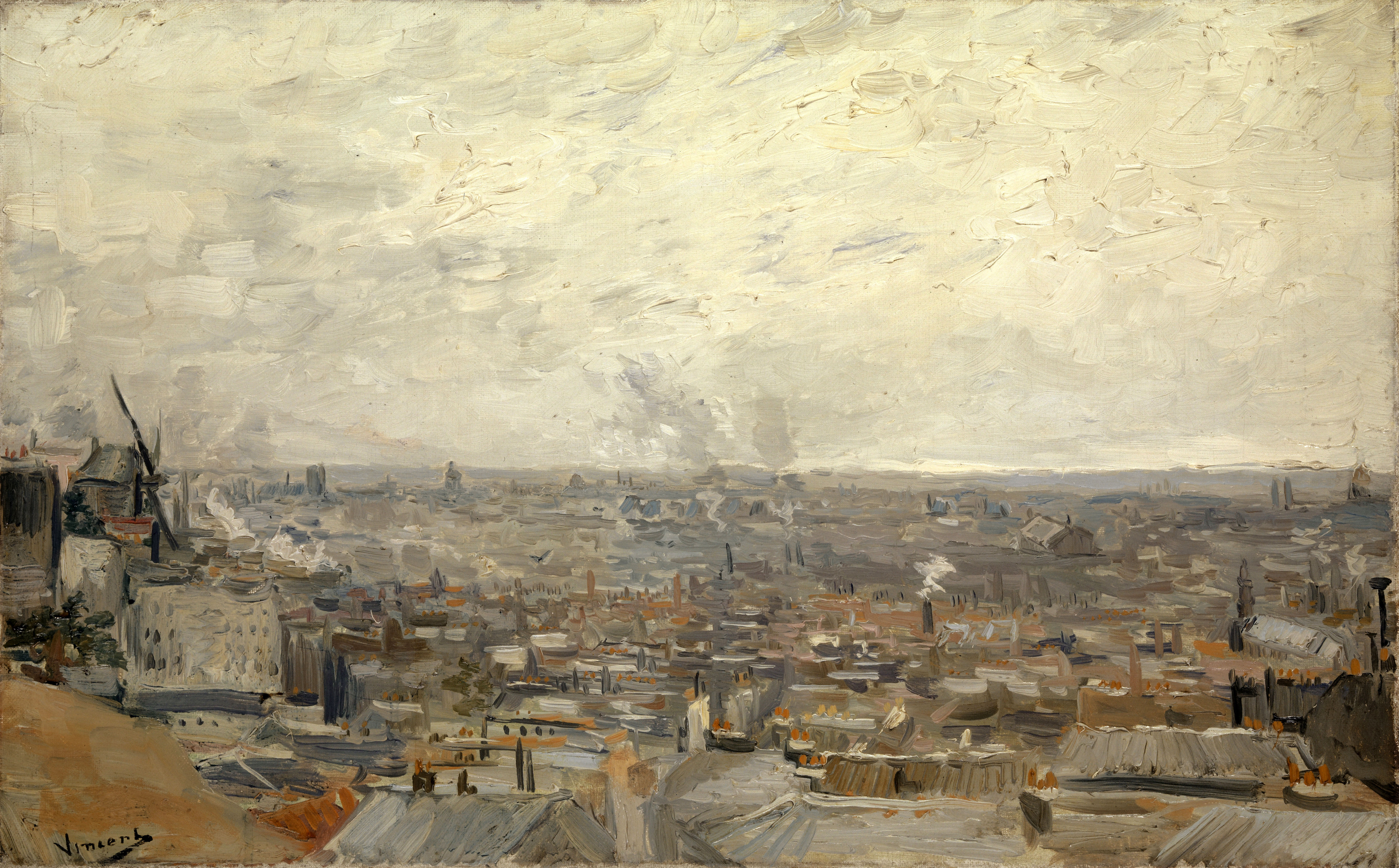
Vincent van Gogh, Vista desde Montmartre (1886)
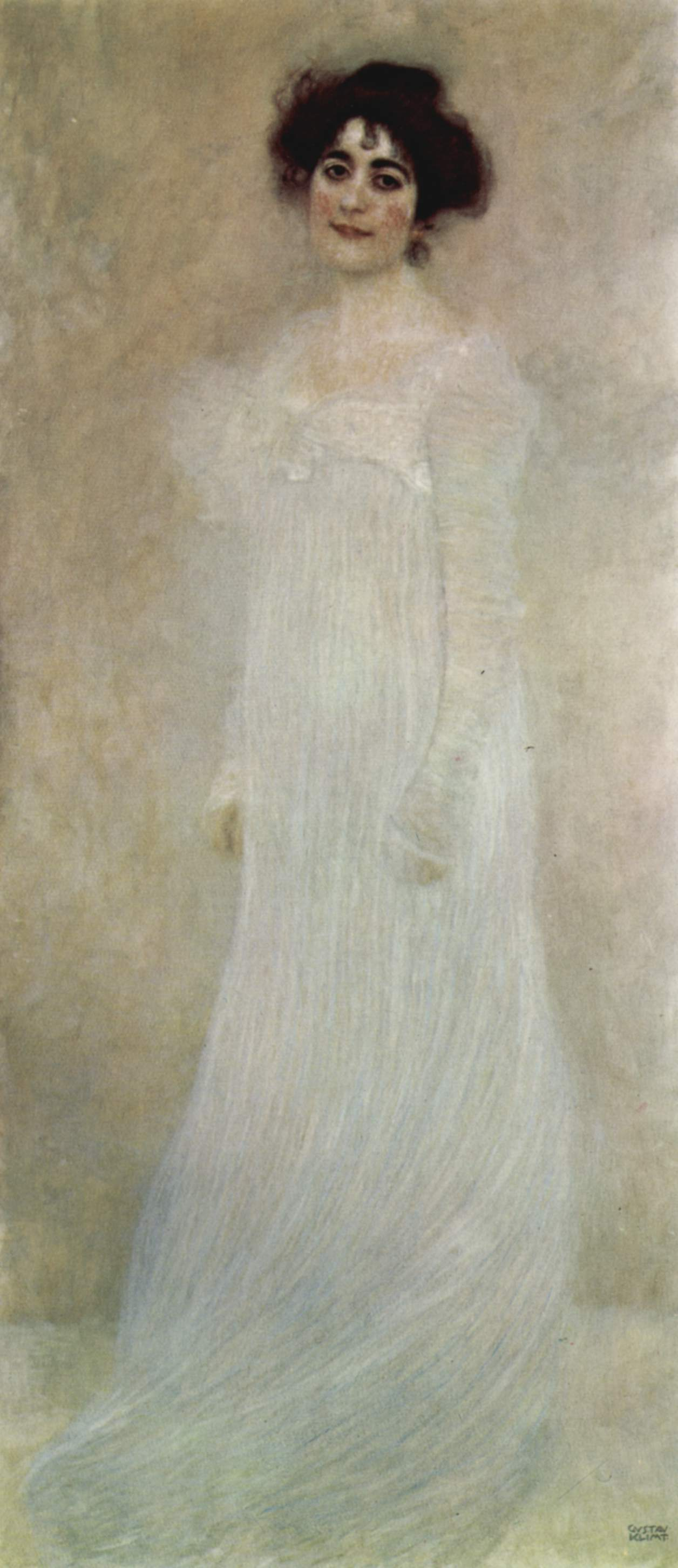
Gustav Klimt, Retrato de Serena Lederer (1899)
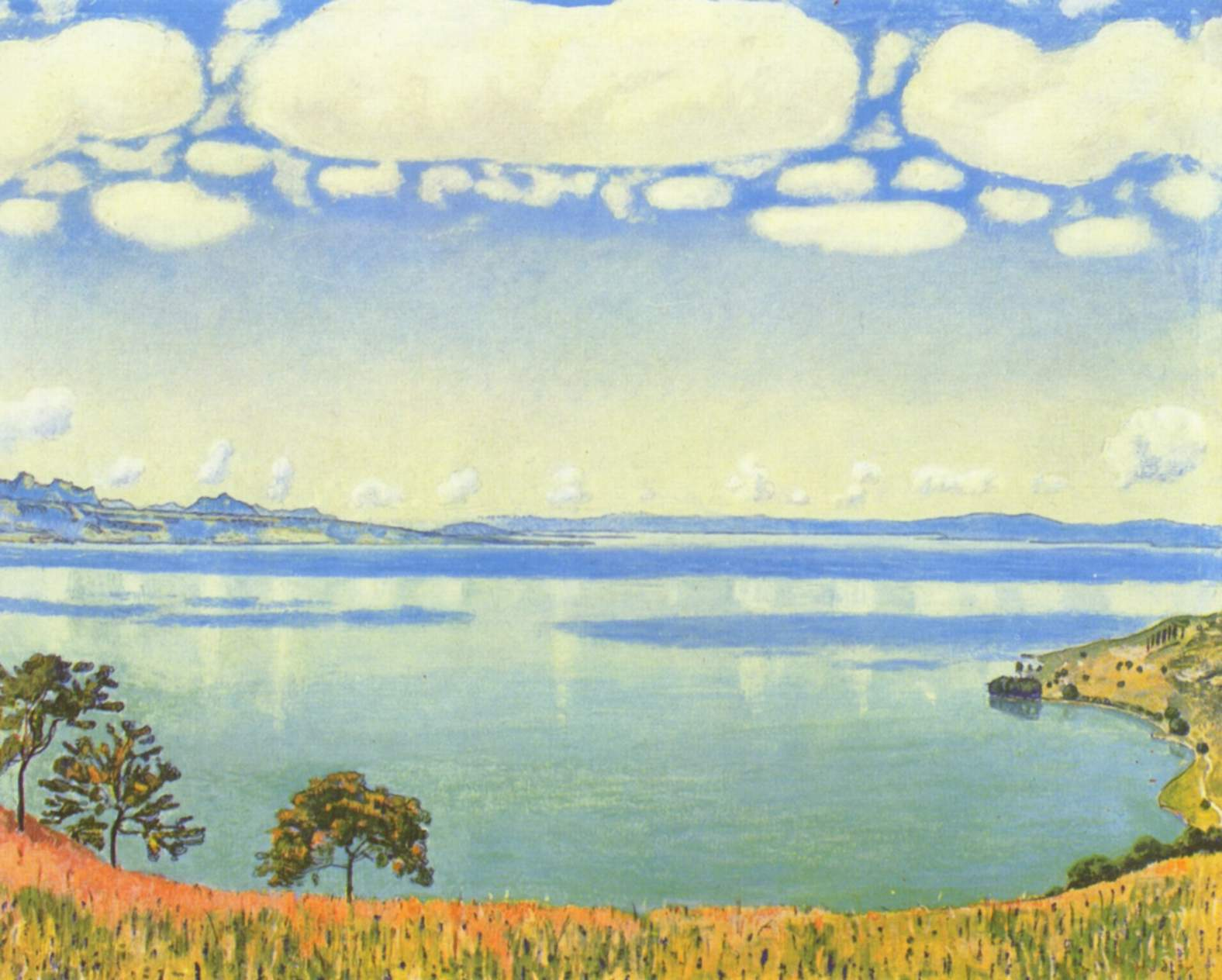
Ferdinand Hodler, El lago de Ginebra (1905)
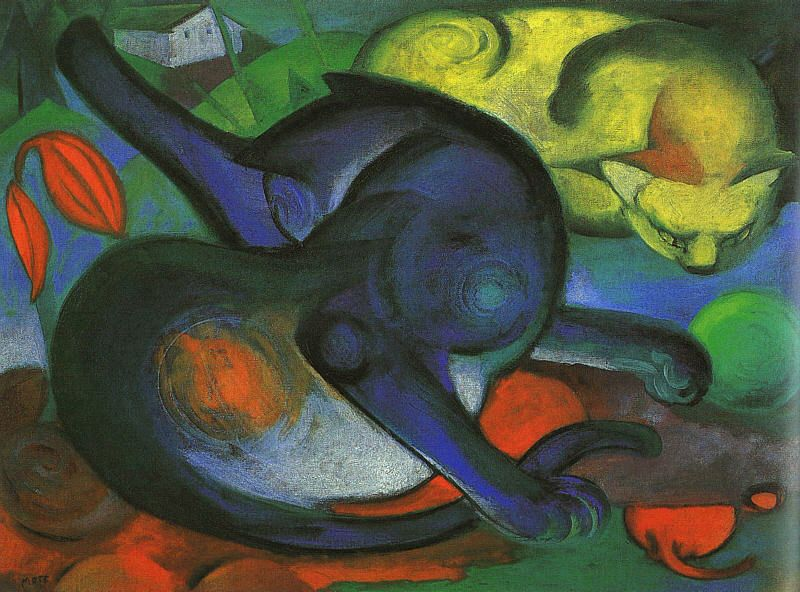
Franz Marc, Dos gatos (1912)
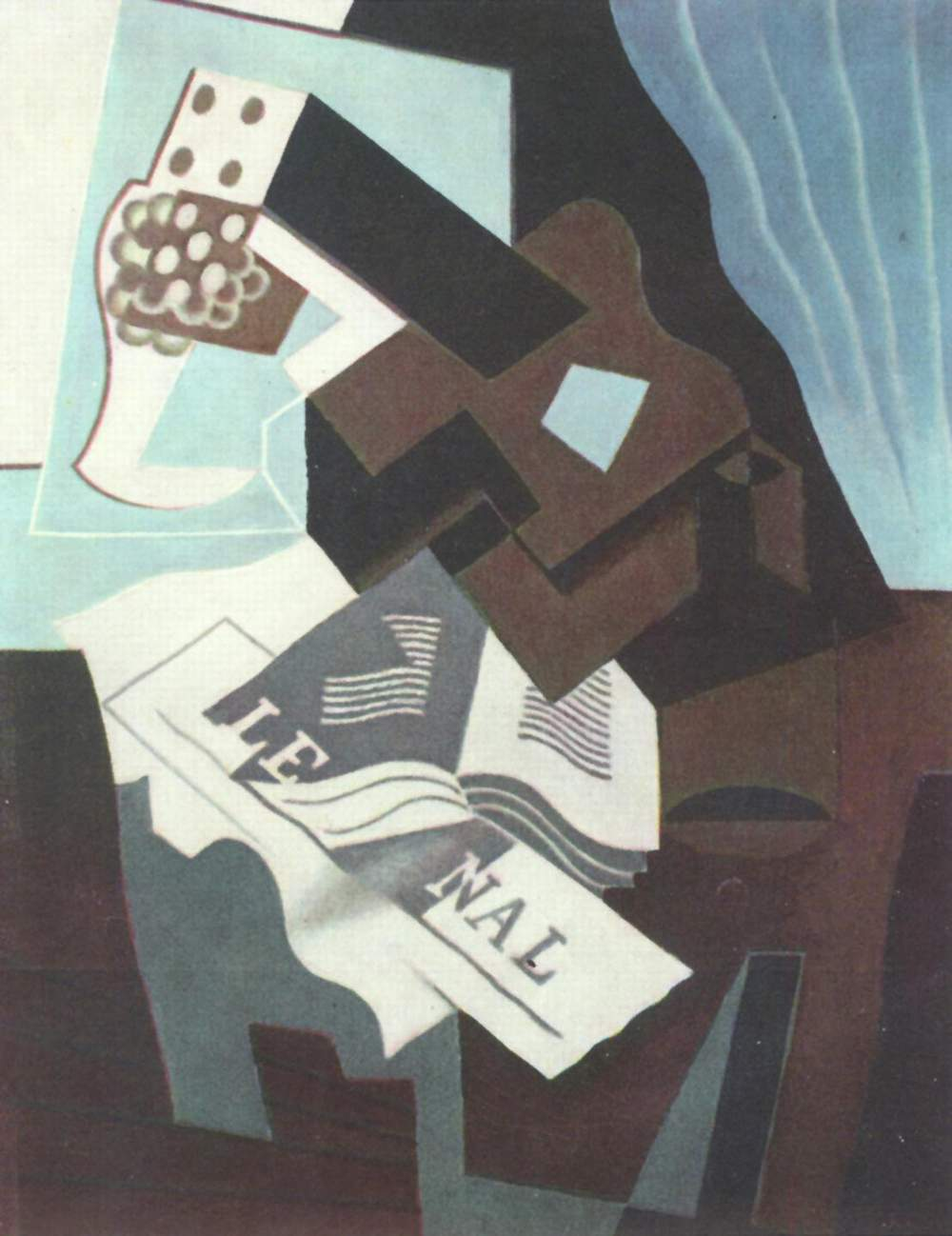
Juan Gris, Naturaleza muerta con guitarra, libro y periódico (1919)